# Spencer Hastings
 (janvier 2014).
Si vous disposez d'ouvrages ou d'articles de référence ou si vous connaissez des sites web de qualité traitant du thème abordé ici, merci de compléter l'article en donnant les références utiles à sa vérifiabilité et en les liant à la section « Notes et références ».
 (août 2022).
- Si vous ne connaissez pas le sujet, laissez ce bandeau (vous pouvez alors contacter les auteurs).
- Si vous supprimez le contenu mis en cause (vous pouvez préalablement contacter les auteurs),

argumentez précisément cette suppression dans la page de discussion
(un manque de référence n'est pas un argument ; une recherche réelle de référence doit avoir été effectuée, être formellement documentée).
Pour les articles homonymes, voir Hastings.
Spencer Hastings (née Spencer Jill Hastings) est l'un des quatre personnages principaux de la série de romans Les Menteuses, de Sara Shepard. Dans la série télévisée, Spencer est interprétée par l'actrice Troian Bellisario, tandis que sur la couverture des romans, elle est interprétée par Alexandra Bowen.  Pour ce rôle, Shay Mitchell et Janel Parrish avaient auditionnés, mais les producteurs l'ont donné à Troian Bellisario.
Spencer est décrite dans les livres comme étant "plutôt petite". Elle a de longs cheveux blond foncé, de grands yeux verts  et ressemble beaucoup physiquement à ses demi-sœurs, Courtney et Alison. Spencer est très intelligente, déterminée, perfectionniste et compétitive. Elle n'a pas peur de dire ce qu'elle pense - même si elle peut parfois blesser dans ses propos, et ne recule devant rien. Elle est prête à tout pour obtenir ce qu'elle veut et est très rusée, mais elle est aussi douce et sensible.Dans la Serie Spencer a une  grande soeur Mélissa et découvre durant la serie son demi-frére Jason 

## Biographie (livres)
Lorsque Spencer était en 6e, elle faisait partie de l'équipe de hockey de l'Externat de Rosewood et aimait être en compétition avec les autres, surtout sa sœur, Melissa. Cette dernière étant la "star de la famille", Spencer a toujours eu l'impression d'être le "mouton noir" de la famille. À cette époque-là, Spencer était amie avec Kirsten Cullen, une de ses coéquipières de l'équipe de hockey, et n'appréciait pas trop Alison DiLaurentis - qui était la plus populaire et la plus enviée de tout l'Externat de Rosewood. Cependant, plus tard dans l'année, Spencer va se lier d'amitié avec celle-ci et va former une bande avec Aria Montgomery, Hanna Marin et Emily Fields. Quelques mois plus tard, Spencer tombe amoureuse de Ian Thomas - qui est alors le petit ami de Melissa, et lorsque ce dernier l'embrasse, "Alison" menace Spencer de tout révéler à sa sœur. Le soir de la disparition de son amie, Spencer s'est violemment disputée avec "Alison" et a toujours cru que c'était de sa faute si celle-ci a disparu. Après la mystérieuse disparition de son amie, à la fin de leur année de 5e, Spencer perd de vue Aria, Emily et Hanna.
Trois ans plus tard, Melissa se fiance avec son nouveau petit ami, Wren Kim, qui tombe amoureux de Spencer. Lorsqu'il se rend compte que c'est réciproque, Wren trompe Melissa avec Spencer. Cette dernière commence alors à être tourmentée par un dénommé "A" qui menace de tout révéler à sa sœur et même pour l'histoire avec Ian Thomas. Avant que "A" eu le temps de faire quoi que ce soit, Melissa découvre tout et rompt avec Wren. Spencer devient vite le "mouton noir" de la famille, mais continue de voir en cachette Wren. Elle va même perdre sa virginité avec celui-ci. Finalement, ce dernier va rompre avec Spencer et se remettre brièvement avec Melissa. Pour se venger, Spencer va voler un devoir de sa sœur mais, lorsque ses professeurs font en sorte qu'elle soit sur la liste des nommés pour l'Orchidée d'Or, les choses se compliquent pour Spencer. Celle-ci, rongée par les remords, va tout dévoiler à sa famille. Choqués, ses parents lui disent de quand même accepter l'Orchidée d'Or et de ne jamais en parler. Finalement, lors de la cérémonie, Spencer craque et dévoile son secret lors de son discours de remerciement. Déçus par un tel comportement de sa part, Spencer est éliminée de tous les clubs dont elle était la présidente et devient également une étrangère pour sa famille. En parallèle, après avoir soupçonné Toby Cavanaugh d'être "A", Hanna, Spencer et Aria tentent d'empêcher Emily de sortir avec lui, mais celle-ci refuse de les écouter. À la fin de "Secrets", Toby se suicide.
Dans "Rumeurs", les quatre amies découvrent que "Alison" sortait secrètement avec Ian Thomas, l'ex-fiancé de Melissa. Elles commencent à soupçonner Ian d'y être pour quelque chose dans la mort de leur amie. Mais, après avoir découvert le corps de Ian, les filles doivent se demander qui est vraiment "A". Spencer soupçonne alors Melissa, mais se rend compte que ce n'est pas elle. Dans "Révélations", les filles découvrent que l'affaire Jenna n'était pas un accident et que "Alison" avait tout planifié avec la concernée pour se débarrasser de Toby - qui abusait sexuellement d'elle. Elles découvrent que "A" est Mona Vanderwaal, la meilleure amie d'Hanna et ancienne cible préférée de "Alison". Après une bagarre avec Spencer, Mona est accidentellement tombée dans un ravin et s'est tuée.
Dans "Vengeances", Spencer et ses trois anciennes amies se sont à nouveau perdues de vue, et Spencer reste une étrangère pour sa famille. Elle apprend de la bouche de sa sœur qu'elle a sûrement été adoptée - ce qui expliquerait pourquoi elle ne figure pas sur le testament de sa défunte grand-mère paternelle, Nana Hastings. En effet, Spencer découvre avec son nouveau petit ami, Andrew Campbell, que sa mère biologique s'appelle Olivia Caldwell. Elle se rend alors à New York afin de la rencontrer et envisage même d'aller vivre avec elle. Pour s'acheter un appartement à Manhattan, Spencer vide son compte en banque - qui devait servir à payer ses études à la fac, mais se rend compte qu'il s'agit d'une arnaque. Olivia et son faux agent immobilier lui ont donc volé son argent. Lorsque les quatre anciennes amies sont à nouveau menacés par un nouveau « A », elles se serrent les coudes. Alors que Spencer, Aria, Emily et Hanna se retrouvent piégées dans la grande des Hastings par un feu criminel, ces quatre dernières sont persuadées avoir vu "Alison" DiLaurentis dans cet incendie. La ville entière les prend pour des folles et les surnomment les « Jolies Petites Menteuses ».
Dans « Représailles », Spencer se rapproche à nouveau de ses parents (et même de Melissa) et leur demande de lui dire la vérité sur Olivia Caldwell. Ses parents lui révèlent que, comme la première grossesse de Veronica s'est mal passée, il était dangereux pour elle de retomber enceinte. Mais, comme ils voulaient un deuxième enfant, ils ont donc fait appel à une mère porteuse. Par la suite, Spencer découvre que son père a eu une liaison extra-conjugale avec Jessica DiLaurentis, la mère de « Alison » et de Jason, des années auparavant. Lorsqu'elle en parle à ses parents, Veronica devient folle de rage car elle ignorait tout et Peter avoue que « Alison » est également sa fille. À la suite de cette histoire, Peter et Veronica divorcent. À la fin de « Représailles », Hanna, Spencer, Emily et Aria se font arrêter pour le meurtre de « Alison » DiLaurentis. Finalement, les policiers les relâchent et leur révèlent qu'ils ont arrêté le véritable coupable, un dénommé Billy, qui travaillait à l'époque pour les DiLaurentis.
Dans « Aveux », alors que les quatre anciennes amies et le reste des habitants de Rosewood pensent que l'affaire DiLaurentis est terminée, les DiLaurentis révèlent à toute la population de la ville qu'ils ont une fille cachée : Courtney DiLaurentis, qui s'avère être la sœur jumelle d'Alison et donc l'autre demi-sœur de Spencer et Melissa. Ils expliquent que Courtney a été internée au Sanctuaire d’Addison-Stevens pendant quatre ans et demi et que cela explique pourquoi elle n’est que rarement venue à Rosewood. Courtney intègre très vite l'Externat de Rosewood et devient la nouvelle meilleure amie d'Hanna, Spencer, Aria et Emily. Plus tard, Courtney leur révèle à toutes les quatre, qu'elle est en réalité Alison et que sa sœur était une folle qui se faisait passer pour elle. Mais, à la fin du huitième tome, « Courtney » tente d'assassiner Hanna, Spencer, Aria et Emily en les brûlant vive dans la maison des DiLaurentis dans les Poconos. Finalement, les quatre anciennes amies s'en sortent, sauf « Courtney ». Une fois que la ville entière a découvert que la « Alison » qu'ils pensaient connaitre était en réalité Courtney, et que la vraie Alison est l'assassin de sa sœur jumelle, de Jenna Cavanaugh et de Ian Thomas, les quatre anciennes amies reprennent le cours normal de leur vie et décident de redevenir les meilleures amies du monde. Entre-temps, Spencer s'est réconciliée avec sa famille et Peter et Veronica décident de rester amis pour leurs filles.
Dans « Récidives », Hanna, Spencer, Aria et Emily sont parties en vacances en Jamaïque avec Mike Montgomery, le petit ami d'Hanna, et Noel Kahn, le petit ami d'Aria. Cependant, là-bas, elles font la connaissance de Tabitha Clark, une jeune femme de leur âge qui ressemble étrangement à Alison DiLaurentis. À la suite d'un drame, les quatre jeunes femmes ne s'adressent plus la parole dès leur retour de la Jamaïque. Un an après le drame, Hanna, Spencer, Aria et Emily ont désormais 18 ans et ne s'adressent toujours pas la parole. Elles ont chacune leur vie et leurs secrets respectifs. Alors que Darren Wilden, l'ancien agent de police qui s'occupait de l'affaire DiLaurentis, est le nouveau petit ami de Melissa, Spencer apprend que sa mère aussi à un petit ami, un dénommé Nicholas Pennythistle. Spencer fait alors la connaissance de Zachary "Zach" et Amelia, les enfants de Nicholas. Tout de suite, Spencer tisse des liens très forts avec Zach mais ne s'entend pas avec Amelia - qui est bien trop "Miss Parfaite" pour elle. Spencer commence à éprouver des sentiments pour Zach, mais ce dernier lui annonce qu'il est gay et lui demande garder le secret. Alors que Nicholas est persuadé qu'il se passe quelque chose entre son fils et Spencer, ce dernier s'énerve contre Zach. Afin qu'il cesse de le frapper, Spencer avoue à Nicholas que Zach est gay. Furieux, Nicholas envoie son fils dans une école militaire et Zach ne pardonne pas Spencer de lui avoir gâché la vie. Entre-temps, les filles se font harceler par un nouveau "A" qui les menacent de révéler à tout le monde ce qui s'est passé en Jamaïque un an plus tôt. On apprend plus tard que le drame en Jamaïque qui a causé la nouvelle séparation des quatre amies est en réalité un meurtre qu'elles ont accidentellement commis à l'hôtel où elles logeaient. En effet, alors qu'elles étaient toutes les quatre persuadées que Tabitha Clark était en réalité Alison DiLaurentis, elles l'ont poussé accidentellement du toit de leur hôtel et celle-ci s'est écrasée sur la plage 10 mètres plus bas. Affolées, elles ont cherché son corps dans tous les coins de la plage mais elles n'ont rien trouvé. Elles ont donc cru que Tabitha/Alison s'est enfuie. Mais, à la fin de "Récidives", les journaux annoncent que la police jamaïcaine a retrouvé les restes du cadavre de Tabitha Clark, une jeune femme originaire du New Jersey. Choquées et désemparées, Hanna, Aria, Emily et Spencer sont alors rongées par la culpabilité d'avoir tué une innocente.
Dans « Chantages », Spencer culpabilise pour les méthodes qu'elle a utilisées afin d'entrer dans l'université de Princeton. Afin d'avoir à nouveau de bonnes notes, Spencer et sa nouvelle amie Kelsey Pierce, ont commencé à se droguer en prenant du « A-facile ». Mais, un soir, elles se sont faites arrêtées par la police et, convaincue que Kelsey l'avait balancé, Spencer a demandé à Hanna de cacher le reste de la drogue dans la chambre de Kelsey. Hanna a accepté, mais Spencer a plus tard découverte que Kelsey ne l'avait pas balancé et qu'elle paierait à sa place. Alors que Kelsey est partie en maison de correction, Spencer a réussi ses examens et a été accepté à la fac de Princeton. Spencer est donc persuadée que Kelsey sait ce qu'elle a fait et est le nouveau « A ». Cependant, Emily est convaincue que Kelsey n'est pas « A » et qu'Alison est toujours vivante et que c'est elle « A ». Agacée par la naïveté de son amie, Spencer se dispute violemment avec Emily. À la suite des choses horribles que Spencer lui a dites, Emily a tout balancé à Kelsey au sujet de la drogue et cette dernière va alors se battre avec Spencer. Cependant, Kelsey raconte à tout le monde que c'est Spencer qui l'a agressé la première. Tout le monde prend alors Spencer pour une folle et son nouveau petit ami, Beau, rompt avec elle. Après avoir tenté de se suicider, Kelsey est envoyée au Sanctuaire d’Addison-Stevens. Alors qu’elles pensent que cette dernière était le nouveau « A » et que tout est bien fini, les quatre anciennes amies redeviennent amies. Mais elles découvrent que Tabitha Clark est une ancienne patiente du Sanctuaire d’Addison-Stevens et qu’il se pourrait qu’elle a connu la vraie Alison DiLaurentis. À cet instant-là, elles reçoivent toutes un texto de "A" disant qu’elles ne le/la retrouveraient jamais.

## Biographie (série)
Perfectionniste et très aisée, Spencer Hastings alterne avec beaucoup de choses ; de nombreux petits boulots, des œuvres de charité, son équipe de hockey et surtout : maintenir son taux de popularité. Elle est pleine d'assurance, calculatrice et pouvait s'opposer à Alison DiLaurentis alors que personne d'autre ne pouvait, par peur. Mais depuis qu'elle reçoit des messages menaçants d'un certain « A », Spencer se montre un peu plus vulnérable et tendue. Elle est très protectrice envers ses amis, et en vient parfois à devenir tyrannique, mais seulement pour les protéger. Elle est la plus intelligente, la plus confiante et la plus courageuse au sein du groupe, mais elle a tendance à tirer des conclusions hâtives. Elle a également des problèmes d'addiction, notamment à la Ritaline et aux antidouleurs. 

## Saison 1
Un an avant le début de la série, Spencer et ses trois amies Aria Montgomery, Emily Fields et Hanna Marin étaient meilleures amies avec Alison DiLaurentis, la plus populaire et cruelle du lycée de Rosewood. Lors d'une soirée pyjama dans la grange de la famille de Spencer, Alison disparaît mystérieusement. Son corps n'est retrouvé qu'un an plus tard dans le sous-sol de la maison de cette dernière.
Un an plus tard, la série commence, et on découvre que Spencer, Aria, Hanna et Emily ont toutes prises des chemins séparés mais sont restées dans de bons termes. Le jour de la rentrée des classes, Spencer remarque le comportement étrange entre Aria et leur professeur de littérature, Ezra Fitz. Sa sœur aînée Melissa, qui vient de se fiancer à Wren Kingston, lui annonce que finalement c'est elle et Wren qui vont s'installer dans la grange que Spencer avait aménagé comme son propre loft. Wren, qui est sensible et très gentil, s'excuse auprès de Spencer pour la grange. Dès lors, Spencer va se laisser séduire par Wren, qui a des sentiments pour elle. Un soir, pendant qu'elle regardait par la fenêtre de sa chambre Melissa et Wren s'embrasser, Spencer reçoit un mail d'un certain « A » qui lui fait savoir qu'elle/il comprend sa jalousie car ce n'est pas la première fois qu'elle tombe amoureuse d'un des petits amis de Melissa. Spencer se souvient de l'été avant la disparition d'Alison ; sa sœur Melissa fréquentait Ian Thomas à l'époque. Alors que Melissa et Ian passaient dans la cuisine où se tenait Alison, Hanna et Spencer, Alison a déclaré à Melissa que Spencer avait quelque chose à lui avouer. Spencer nie les propos d'Alison et l'entraîne dans le jardin. Ali la menace de tout révéler à Melissa - ce qui est que Spencer a, une fois, embrassé Ian. Spencer la menace à son tour de révéler à tout le monde « l'affaire Jenna ». Après ce flash-back, Spencer a ce sentiment paranoïaque d'être épiée ; lorsqu'elle regarde par la fenêtre, elle a cru voir une fille blonde devant une fenêtre à l'étage de l'ancienne maison des DiLaurentis.
 Plus tard dans la soirée, Spencer voit une foule devant l'ancienne maison des DiLaurentis qui appartient dorénavant à Maya St Germain ; le corps d'Alison a été trouvé enterré dans l'arrière-cour de son ancienne maison. Depuis, Spencer, Hanna, Emily et Aria sont de nouveau amies. Après l'enterrement d'Ali, le détective Darren Wilden les accusent de son meurtre ou du moins de connaitre la personne qui l'a tué. 
Dans l'épisode Le secret de Jenna, il a été révélé que dans la nuit du 4 juillet 2009, alors que les cinq amies essayaient des vêtements dans la chambre d'Emily, Alison a senti que quelqu'un les espionnait et était persuadée qu'il s'agissait de Toby Cavanaugh. Alison a eu alors l'idée de balancer une bombe puante dans le garage de celui-ci en guise de revanche. Emily, Aria, Hanna et Spencer ont essayé de se retirer mais Alison leur a expliqué que quiconque qui espionne doit en payer le prix. Alison a ensuite ordonné à Spencer d'entrer dans le jeu et d'allumer le pétard. Mais ce qui devait être une mauvaise blague au départ s'est transformé en cauchemar car, au dernier moment, Ali a réalisé qu'il y avait quelqu'un - Jenna Marshall - à l'intérieur du garage au moment de l'explosion. Cet accident a rendu Jenna aveugle à titre définitif et Ali s'est assurée que Toby en assumera toutes les responsabilités. Elle lui a fait du chantage avec des informations que Spencer n'a pas pu entendre. Dans ce même épisode, Spencer avouera à Hanna, Aria et Emily qu'Alison lui avait confié, l'été avant sa disparition, qu'elle sortait avec un garçon plus âgé et que leur relation devait rester secrète car il avait déjà une petite amie. Les quatre amies apprendront plus tard dans la saison que le « petit ami secret » d'Alison était Ian Thomas.
Après que Spencer et Wren aient été surpris par Melissa en train de s'embrasser, Wren et Melissa rompt leurs fiançailles et cette dernière accuse Spencer de lui avoir volé son fiancé. Mais lorsque Spencer s'apprête à dire à Melissa qu'elle devrait se remettre en question sur pourquoi tous ses petits amis finissent par la tromper avec elle, sa mère, Veronica, fait signe à Spencer de se taire ce qui démontre qu'elle est du côté de Melissa. Comme revanche, Spencer prend la dissertation de Melissa pour son devoir d'Histoire ; se sentant coupable au début, lorsque Melissa lui fait des reproches, Spencer se sent moins coupable à l'idée de lui voler sa dissertation.
Plus tard, les quatre amies se réunissent et parlent du retour à Rosewood de Toby Cavanaugh en qui elles n'ont pas confiance. Plus tard, Wren se rend chez elle, saoul, mais Spencer est seule car ses parents sont à New York avec Melissa. Après s'être dit qu'il valait mieux qu'ils en restent là, Spencer le raccompagne au motel et lorsqu'elle revient chez elle avec Hanna, elles trouvent un message de « A » écrit avec le rouge aux lèvres d'Alison sur le miroir dans la chambre de Spencer disant : « Ce ne sera pas aussi facile, les garces. -A ». Spencer et Hanna appellent Emily et Aria et elles passent la nuit toutes ensemble pour ne pas laisser Spencer seule. Le lendemain, « A » envoie une vidéo à Hanna : « A » était en train de les filmer depuis le placard de Spencer. Elles montent à l'étage et trouvent à l'intérieur du placard un rouge aux lèvres, Aria pense qu'il s'agit de celui de Jenna.
Plus tard, lors d'un entraînement de tennis, Spencer rencontre un jeune employé de son père Peter, Alex Santiago. Après être brièvement devenus amis, Spencer et Alex commencent à sortir ensemble. Plus tard, Spencer réussit à convaincre Hanna de voler le dossier médical de Jenna afin qu'elles puissent découvrir ce que Jenna et Toby cachent. Elles découvrent que Toby a un tatouage disant « 901 Free At Last » (« 901 Enfin libre », en français). Spencer et Alex vont au bal du lycée ensemble, mais la soirée ne se passe pas comme prévu car Spencer, Aria et Hanna sont trop occupées à espionner Emily qui est venue au bal avec Toby. Frustré par son comportement, Alex s'en va. Un peu plus tard, Melissa lui annonce qu'elle est au courant qu'elle a volé sa dissertation et compte bien lui gâcher la soirée. Aria, Hanna et Spencer apprennent qu'Alison faisait chanter Toby à cause de sa liaison avec sa belle-sœur Jenna ; elles pensent alors que c'est pour cela qu'il a tué Alison. Après qu'Emily se soit enfuie, elle tombe et se blesse ; Toby quitte brièvement la ville.
Spencer s'est ensuite réconciliée avec Alex mais lorsque ce dernier rencontre Veronica, Spencer sent une tension entre eux et Alex commence à l'éviter. Plus tard, les quatre amies apprennent par le détective Wilden que le mémorial d'Alison a été détruit par quelqu'un. Wilden accuse Emily d'avoir saccagé son mémorial et, confuse, Emily avoue à ses amies qu'elle était amoureuse d'Alison. Plus tard dans la saison, Spencer et Alex vont se séparer à cause de « A ».
Un jour, alors qu'elle faisait un jogging en ville, Spencer voit Toby se faire insulter par des gens dans la rue. Toby court dans une ruelle, Spencer le suit et le voit en train de pleurer. Pour la première fois, Spencer se sent mal pour lui. Voyant qu'il ne vient plus en cours, Spencer va chez lui et lui propose de l'aider à rattraper son retard. Il accepte mais il ne lui parle pas beaucoup. Elle s'excuse alors de l'avoir accusé du meurtre d'Alison. Depuis, ils se sont beaucoup rapprochés jusqu'à leur premier baiser dans l'épisode 19. Mais ce n'est que vers la fin de la saison qu'ils officialisent leur relation contre l'avis de Veronica et Peter Hastings.
Elle découvrira par la suite que Melissa est enceinte de Ian Thomas, avec qui elle est fiancée depuis peu.

## Saison 2
Lorsque Toby vient chez elle pour voir comment elle va, Peter lui dit qu'il ne doit pas la voir. En colère, Spencer va voir Toby pour s'excuser du comportement de son père mais c'est Jenna qui répond à la porte et lui ferme la porte au nez.
 Ian est retrouvé mort dans une grange, laissant croire qu'il s'agit d'un suicide. Mais Emily remarque que la lettre que Ian a laissée a en fait été écrite par « A ». Emily bute alors sur Logan Reed, le messager qui avait été envoyé pour ramasser l'argent pour Ian, après que les filles les ont fait chanter afin de révéler comme le meurtrier d'Alison. Lorsqu'Emily révèle cette information à l'officier Garrett qui est envoyé pour « surveiller » les filles, il paye Logan pour la faire taire, ordonnant à Emily de ne faire aucune recherche.
 Jason DiLaurentis, le frère aîné d'Alison, revient à Rosewood et les quatre amies pensent qu'il a de mauvaises intentions.
Un soir alors qu'elle était seule chez elle, Spencer entend du bruit devant sa maison et va se cacher. Lorsque quelqu'un entre dans la maison, Spencer prend un couteau et lorsqu'elle se lève, elle s'aperçoit qu'il s'agit de Toby. Soulagée, elle court dans ses bras. Plus tard, elle apprend que Toby quitte le lycée pour se trouver du travail.
 Lorsque Spencer et Emily apprennent qu'Aria s'est beaucoup rapprochée de Jason DiLaurentis, elles entrent par effraction en pleine nuit chez Jason. Elles trouvent plusieurs photos d'Aria en train de dormir. Elles en parlent à Aria qui commence à être effrayée.
 Spencer apprendra par la suite que sa sœur a menti sur sa grossesse car elle n'est plus enceinte depuis la mort de Ian. Elle apprendra aussi que Jason n'est autre que son demi-frère.
Le docteur Sullivan, la thérapeute des quatre amies, disparaît et les filles sont forcées de faire une mission afin de la sauver. Elles ont chacune une poupée qui parle et celle de Spencer l'ordonne de rompre avec Toby. Le même jour, les quatre amies sont accusées du meurtre d'Alison et sont envoyées en prison. Un mois plus tard, les quatre amies sortent de prison et font croire à tout le monde qu'elles sont en froid avec Emily, en espérant que « A » contact Emily pour s'allier avec elle. Spencer se remet avec Toby quelques jours après sa sortie de prison. « A » contact Emily pour qu'ils/qu'elles s'allient ce qu'Emily accepte mais lors d'un face à face, « A » comprend qu'il/elle a été piégé par les quatre amies. Peu de temps après, Toby a été grièvement blessé sur un chantier à cause de « A ». Spencer comprend qu'il s'agit d'un avertissement de « A » si elle ne rompt pas pour de bon avec Toby. Elle demande alors à Emily de faire croire à Toby qu'elle l'a trompé avec Wren Kingston. Blessé par cette annonce, Toby quitte Rosewood. Déprimée par le départ de Toby, Spencer avoue à Aria qu'elle a beaucoup pleuré car il lui manque énormément. Un soir, après avoir un peu trop bu, Spencer a embrassé Wren.
Plusieurs semaines plus tard, lors du bal des pères/filles, Spencer sort du bâtiment et voit un jeune homme sur une moto en train de la regarder. Elle pense alors qu'il s'agit de Toby mais le jeune homme en question s'en va. Quelques jours plus tard, Spencer voit Toby et Jenna dans les couloirs du lycée. Spencer va le voir et lui demande pourquoi il est aussi gentil avec Jenna ; il lui rappelle que c'est sa demi-sœur et qu'elle a vécu beaucoup de choses difficiles. Spencer lui avoue qu'elle a beaucoup pensé à lui mais il lui dit que c'est trop tard pour ça. Jenna sort du bureau du proviseur et ils s'en vont. Elle a, depuis, essayé de s'expliquer avec lui mais il la repoussait à chaque fois.
Dans le dernier épisode de la saison, il a été révélé que « A » est Mona Vanderwaal et que Garrett Reynolds est le meurtrier d'Alison. Mona a été envoyée au Radley Sanatorium et Maya St Germain a été assassinée. Toby et Spencer se sont également remis ensemble dans cet épisode.

## Saison 3
Cela fait maintenant cinq mois que les filles ont découvert que Mona est « A » et que Garrett Reynolds est l'assassin d'Alison. Spencer a passé ses vacances d'été avec Toby.
Lors d'une soirée pyjama dans la grange de la famille de Spencer, Emily se fait piéger lorsque quelqu'un lui envoie un message du portable de Spencer en lui disant de venir la rejoindre au cimetière. C'est alors qu'elles découvrent que le corps d'Alison a été déterré et qu'Emily pourrait être tenue pour responsable car elle était sur les lieux du crime bien avant qu'Hanna, Spencer et Aria la rejoignent. Les quatre amies se mettent d'accord pour faire comme si cette soirée n'est jamais arrivée d'autant plus qu'Emily ne se souvient de rien. À la fin de l'épisode, Hanna, Spencer, Aria et Emily se font interroger par la police sur ce qui s'est passé au cimetière et les quatre amies mentent en racontant qu'elles ont fait une soirée pyjama et qu'elles se sont simplement endormies.
Dans le deuxième épisode, Spencer suggère à Hanna de rendre visite à Mona (sans savoir qu'elle le fait déjà depuis plusieurs semaines) afin d'en apprendre davantage sur Jenna.
Dans cette saison, Spencer et Toby sont plus amoureux et plus proches que jamais. Mais Spencer est obligée de lui faire croire qu'il n'y a plus de « A » depuis que Mona s'est fait interner à Radley.
Spencer découvre que la fille dans le déguisement Black Swan au bal de promo (saison 2, épisode 25) n'était autre que sa sœur Melissa. Dans l'épisode 7, Emily, Spencer, Aria et Hanna font la rencontre de CeCe Drake qui s'avère être une vieille amie proche d'Alison ainsi que l'ex petite amie de Jason. Les quatre amies sympathisent alors avec CeCe qui est alors plus âgée qu'elles.
Dans l'épisode 10, Hanna, Aria et Spencer reçoivent la vidéo de surveillance de la cabane dans les bois de Noel Khan. La vidéo a été envoyée par Noel. Sur la vidéo, on voit Maya, le soir où elle a été tuée, débarquer en pleine nuit à la cabane et se diriger à l'arrière de la cabane. À ce moment-là, Noel arrive avec Jenna et les deux entrent dans la cabane. Dès lors, Maya sort de l'arrière de la cabane, mais lorsqu'elle commence à partir tout en regardant la porte d'entrée de la cabane pour voir si Jenna ou Noel ne sortent pas, quelqu'un (qu'on ne voit pas sur la vidéo), l'attrape par derrière et l'emmène dans les bois.
Dans l'épisode 11, Spencer apprend par CeCe Drake que Paige a un passé violent avec Alison car elle était obsédée par Emily. Spencer est alors persuadée que Paige est l'assassin d'Alison et de Maya. Lorsqu'elle conseille à Emily de se méfier de Paige, Emily s'énerve et refuse de suivre son conseil. Plus tard, lorsque Hanna et Spencer vont faire du shopping à la boutique de CeCe, elles sont rejointes par Emily qui a amené Paige. Lorsque Emily et Paige vont essayer des vêtements dans un vestiaire, Hanna et Spencer en profitent pour fouiller dans le sac de Paige. À ce moment-là, Emily et Paige reviennent et lorsque Emily comprend ce qu'elles ont fait, elle s'en va avec Paige. Alors qu'Hanna s'inquiète de peut-être perdre la confiance d'Emily, Spencer la rassure en lui disant qu'elle vient de trouver une preuve dans le sac de Paige. Plus tard, Spencer se retrouve enfermée dans un vestiaire avec des vipères et est sauvée par CeCe. Spencer se rend chez Hanna et lui révèle qu'elle est persuadée que c'est Paige qui a fait tout ça car elle a employé le mot « vipère » à la place de Paige lorsqu'elle a conseillé à Emily de se méfier d'elle. Hanna lui dit qu'elle n'irait peut-être pas jusque-là vu qu'elle est amoureuse d'Emily, mais Spencer lui dit qu'elle est tellement obsédée par Emily depuis des années, qu'elle était jalouse d'Alison et de Maya et qu'elle jure que sur la vidéo de surveillance que leur a envoyée Noel Kahn, c'est un bras de femme que l'on voit tirer Maya par derrière.
Dans l'épisode 12, après que Hanna, Aria et Spencer lui ont avertie que Paige est peut-être « A » ainsi que l'assassin de Maya, Emily décide de ne plus leur parler. Plus tard, Emily se fait enlever par Nate qui est en réalité l'assassin de Maya et non son cousin. Son vrai nom n'est pas Nate St Germain mais Lyndon James et il accuse Emily de lui avoir volé Maya et d'avoir joué avec elle. « Nate » s'apprête alors à tuer Paige mais Emily s'enfuit et « Nate » se met à courir après elle. « Nate » tente alors de la tuer avec un couteau mais après un combat, Emily le tue en lui enfonçant le couteau dans la poitrine. « Nate » meurt sur le coup. À ce moment-là, Caleb arrive pour la sauver et découvre Emily en pleurs avec le couteau à la main. Caleb pose son revolver afin de la réconforter. Mais à cet instant-là, Caleb se fait tirer dessus par « A ». La police débarque et une ambulance embarque le corps de « Nate » ainsi que Caleb qui est blessé. Emily se fait interroger par la police mais elle refuse de répondre aux questions voyant que Hanna est dévastée. Elle court vers Hanna et la réconforte, Emily se réconcilie donc avec ses amies.
 Dans ce même épisode, Toby retourne à Rosewood après avoir quitté la ville pendant quelque temps à la suite d'une dispute avec Spencer (à cause de ses mensonges à propos du nouveau « A »). Les deux se réconcilie et Spencer perd sa virginité avec ce dernier. À la fin de l'épisode, on découvre que Toby fait partie de la « Team A » mais, à part les téléspectateurs, personne ne le sait.
Dans l'épisode 13 (spécial Halloween), une fête est organisée dans un train pour fêter Halloween. Les quatre amies y vont et pendant la soirée, Garrett Reynolds raconte à Spencer quelque chose de très important à propos de la nuit où elle a disparu. Pendant que Melissa et Ian étaient toujours dans la chambre d'Ali, Garrett était avec Jenna chez les DiLaurentis dans l'arrière-cour. Alison et Jenna commencent alors à se battre, soudain, Jenna attrape une crosse de hockey et s'apprête à frapper Ali avec mais Garrett lui prend le bâton des mains. Garrett a fait semblant de frapper Ali - alors qu'il frappait l'arbre pendant qu'Ali était assise par terre. Lorsque Garrett s'est arrêté de frapper l'arbre, Jenna lui a demandé « Ça y est ? Tu l'as tué ? » et Garrett lui a fait croire que oui. Un peu plus tard, Garrett est revenu chez Ali pour voir si elle allait bien mais à ce moment-là, elle était en train de parler avec Byron Montgomery. Elle était en train de le menacer vis-à-vis de sa liaison avec Meredith. Byron lui a lancé « Tu fais des choses d'adultes alors que tu n'es qu'une gamine » puis Ali a éclaté de rire en lui répondant « Vous savez de quoi je suis capable ! ». Après ce flash-back, Spencer va chercher Aria pour que Garrett lui raconte mais Aria est introuvable. Plus tard, Spencer, Emily et Hanna trouvent Aria enfermée et ligotée dans une caisse en bois avec le cadavre de Garrett. La police arrive et trouve le corps de Garrett. Pendant ce temps, Toby et Noel Kahn commencent à se battre et Toby pousse Noel sur l'applicateur de froid dans lequel se trouve le corps d'Alison dans un sac mortuaire.
Dans l'épisode 14, alors que Spencer et Aria débattent sur la sortie de Mona du Radley Sanatorium et de son retour au lycée, Aria lui déclare qu'elle ne croit pas Garrett lorsqu'il lui a dit que son père faisait partie des derniers à avoir vu Alison en vie. Au lycée, Hanna, Emily, Spencer et Aria découvrent que le manager terrifiant du Lost Woods Resort, Harold Crane, est maintenant le concierge du lycée. Elles l'ont surpris en train de parler avec Mona. Plus tard, elles se sont faufilées dans son bureau et ont trouvé le journal intime d'Ali. À l'intérieur, elles trouvent une page où Ali parle de Byron. Pendant qu'Aria lit cette page, un flashback montre Ali dans le bureau de Byron avec ce dernier ; alors qu'elle regarde par la fenêtre, Ali dit à Byron « Alors vous êtes maintenant chef de département. Vous êtes un homme de pouvoir M.Montgomery ». Lorsque Byron voit où elle veut en venir, il lui dit « On ne va pas avoir de nouveau cette conversation ici » et Ali lui répond « Très bien. Je préfère ne pas en parler. Mais ça va vous coûter cher. La même somme me va », ce qui signifie que cela avait eu lieu auparavant. Byron a l'air un peu anxieux mais il lui dit qu'elle n'a pas de chance et que Meredith ne fait plus partie de sa vie. Alison lui répond que cela ne signifie pas que sa liaison ne représentait pas un problème et qu'Ella serait anéantie quand même. Byron lui ordonne de partir mais Ali réplique « Si une étudiante appelait un doyen et lui racontait que Meredith a flippé parce que l'un de ses professeurs s'est appuyé sur elle, après qu'il... » Ali fut interrompu par Byron qui lui dit que si jamais elle appelle un doyen, elle allait le regretter. Ali ne semble vraiment pas effrayée et appelle Ella. Byron lui arrache le téléphone des mains et lui serre le poignet. Ali lui dit qu'elle appellerait Ella lorsqu'elle sera seule et Byron lui répond qu'il ne peut toujours pas lui donner l'argent sinon Ella le remarquerait. Ali lui dit qu'il aura le temps de trouver un moyen de prendre cet argent car elle s'en va pour le weekend (le weekend où elle a fait croire aux filles qu'elle était chez sa grand-mère en Géorgie alors qu'elle était à Hilton Head avec Ian). En partant, Ali lui dit qu'ils se verront après ce weekend. Byron a l'air très inquiet.
Dans l'épisode 16, Spencer fait croire à Toby qu'elle ne pourra pas le voir le soir de leur premier anniversaire pour leur un an de relation alors qu'elle lui organise une surprise. Elle se rend à son loft pour lui préparer son plat préféré et lui fabriquer un scrabble où il y a écrit « Je t'aime ». Plus tard, Spencer découvre que Hanna a été piégé par « A » et qu'en partant « A » a fait tomber une clé de sa poche. Alors qu'elle était dans sa chambre avec Hanna, Toby lui rend visite pour lui offrir un énorme bouquet de fleurs. Toby remarque dans un tiroir de la cuisine la clé que « A » a fait tomber et avant de partir, Toby dit à Spencer qu'il l'aime et Spencer le lui dit en retour. Le soir, Spencer appelle Toby pour s'assurer s'il va bien à cause de la tempête qui va arriver mais il lui dit qu'il rentrera chez lui avant la tempête. Mais au lieu de rentrer chez lui, Toby s'introduit chez Spencer habillé en « A » et, à sa plus grande surprise, Spencer entre dans la cuisine avec la clé dans sa main et lui lance : « C'est ça que tu cherches ? ». Toby se retourne et s'approche d'elle en lui demandant « Depuis combien de temps tu es au courant ? ». En larmes, Spencer lui tend sa carte de visite pour Radley puis le frappe. Avant qu'ils n'aient eu le temps de dire quoi que ce soit, Veronica entre et Toby s'enfuit.
 Plus tard dans la soirée, Spencer se rend chez Toby mais au moment où elle essaye d'ouvrir la porte avec sa clé, elle se rend compte que la serrure a été changée. Spencer s'assoit devant sa porte et se met à pleurer en réalisant que leur relation n'était qu'un mensonge et que l'homme qu'elle aime est « A ».
Dans l'épisode 17, Hanna, Aria et Emily demandent à Spencer comment s'est passé sa soirée avec Toby pour leur premier anniversaire, mais Spencer leur donne des réponses brèves car elle n'est pas prête à leur dire qu'ils ne sont plus ensemble. Dans les toilettes du lycée, Emily va voir Spencer et lui demande de lire le papier qu'elle a trouvé sur lequel Alison a eu une conversation avec une fille (dont le nom n'est pas mentionné sur le papier) à propos d'un certain « beach hottie ». Mais Spencer refuse et lui dit qu'elle ne comprend pas pourquoi elles devraient être loyales envers Alison alors qu'elle ne l'a jamais été avec qui que ce soit. Emily lui dit de lire tout de même le papier car Alison mentionne Toby. Spencer lit le papier et un flashback montre Ali et Toby en train de parler — Ali rendait visite à Toby au centre d'accueil. Ali lui montre tous les messages que « A » lui a envoyés jusqu'à présent et lui demande d'arrêter, mais Toby lui affirme que ce n'est pas lui qui lui envoie tous ces messages anonymes. Ali lui demande pourquoi elle est la seule à recevoir tous ces messages et non ses amies car elles ont également participé à l'explosion qui a rendu Jenna aveugle. Toby lui répond qu'il aimerait savoir qui lui envoie ces messages afin de pouvoir travailler avec cette personne. Ali réplique en se moquant : « Je parie que tu aurais aimé m'embrasser quand tu en as eu l'occasion ». Toby fait signe aux gardiens de la faire sortir. Après ce flashback, Spencer se met à pleurer et Emily la réconforte. Elle lui avoue qu'elle a rompu avec Toby mais qu'elle n'est pas encore prête à lui dire la raison. En classe, Spencer reçoit un texto du portable d'Aria disant qu'Ezra l'a quitté car il lui en veut de lui avoir menti à propos de l'existence de son fils Malcolm. Spencer va confronter Ezra et lorsqu'elle réalise qu'il ne voit pas de quoi elle parle, elle comprend que le texto qu'elle a reçu n'est pas d'Aria mais de « A ». Le soir même, Spencer contacte un détective afin qu'il découvre à quoi sert la clé que « A » a fait tomber en attaquant Hanna. Sous les yeux du détective, elle déchire une photo d'elle et Toby.
Dans l'épisode 18, Jason va voir les quatre amies au bar pour leur annoncer que les cendres d'Alison seront mises dans une tombe dans un mausolée et que c'est donc l'occasion de lui dire « au revoir » pour la dernière fois. Spencer déclare qu'elle lui a dit tout ce qu'elle avait à lui dire lors de son enterrement puis elle s'en va. Hanna, Aria et Emily se demandent ce qui ne va pas avec Spencer et voient bien qu'elle souffre. Après le lycée, Spencer va voir le détective qu'elle a engagé, Miles, et il lui dit qu'il a espionné Toby mais que si elle voulait savoir à quoi sert la clé, il avait besoin de plus d'argent. Spencer lui demande s'il en vaut la peine et lui dit qu'elle a besoin de réfléchir. Le lendemain, Emily se rend chez Spencer et remarque qu'elle a emballé toutes les affaires de Toby dans des cartons. Elle tente de la faire parler mais Spencer reste très évasive à propos de leur rupture. Emily lui dit que « parfois les choses ont l'air d'aller vraiment mal alors que ce n'est pas le cas ». Le soir, comme elle n'arrive pas à dormir, Spencer se lève et fouille dans les affaires de Toby qu'elle a mise dans les cartons. Lorsqu'elle tombe sur une carte que Toby lui avait offert disant « Vas-tu, un jour, m'appartenir ? Je t'appartiens déjà. Je t'aime tellement. », Spencer se met à pleurer. Elle attrape son portable et appelle Miles pour lui dire qu'elle lui donnera les 500 dollars qu'il réclame pour trouver à quoi sert la clé. Le lendemain, alors que Spencer est en train de retirer les 500 dollars, Jason s'approche d'elle pour lui dire qu'ils doivent se retrouver devant le mausolée à 19h mais Spencer réfère le deuxième « enterrement » d'Alison comme une fête. Jason lui demande ce qui ne va pas chez elle, mais Spencer ne lui répond pas et s'en va. Elle va voir Miles pour lui donner l'argent et lorsqu'il lui demande ce qu'elle espère trouver derrière la porte, elle lui répond qu'elle avait un secret avec Toby et qu'elle veut s'assurer qu'il l'ait bien gardé. Elle lui explique que si la pièce est remplie de choses qu'elle croit, ça veut dire qu'il y a encore de l'espoir et que tout ce qu'elle a pu s'imaginer depuis plusieurs jours n'était qu'un mensonge. Lorsque Spencer ouvre la porte avec la clé de « A », elle tombe sur une chambre complètement vide et se met à pleurer lorsqu'elle réalise qu'il n'y a plus d'espoir et que leur relation était bien un mensonge. Spencer se rend donc au mausolée et révèle à Jason qu'Alison était probablement enceinte lorsqu'elle a été tué et que le père est probablement le détective Darren Wilden. Jason s'en va et Hanna, Aria et Emily, en colère contre elle, s'en vont à leur tour. Spencer se rend sur la tombe de la mère de Toby et inscrit « Toby » à côté du nom de sa mère (ce qui signifie qu'il est mort pour elle désormais).
Dans l'épisode 19, Spencer prend ses distances avec Emily, Aria et Hanna. Après s'être fait renvoyer de l'équipe de hockey, Spencer commence à provoquer Mona. En guise de revanche, Mona demande à Wren d'aller voir Spencer car c'est lui qui s'est occupé d'elle quand elle était internée à Radley. Spencer joue le jeu. Mais après des provocations de la part de Mona, Spencer attaque physiquement Mona. À la fin de l'épisode, Spencer apprend qu'Emily a été piégée par « A » avec Jason lorsqu'ils ont découvert qu'Alison était à Cap May avec Darren Wilden et CeCe Drake deux semaines avant son meurtre. Lorsqu'elle se rend à l'hôpital pour soutenir Emily, les quatre amies découvrent que Jason s'est enfui de l'hôpital.
Dans l'épisode 20, Spencer se rapproche de Wren après que celui-ci lui ait avoué ses sentiments. Après avoir passé la soirée ensemble, Wren et Spencer finissent par s'embrasser. Juste après ce baiser, Spencer voit la fille blonde avec le manteau rouge (le leader de la « Team A ») sur le trottoir d'en face. La fille commence à partir et lorsque Spencer la suit, elle a « disparu ». Le lendemain, « A » enferme Spencer dans son sauna et écrit sur le miroir de la salle de bain : « Torride avec Wren, torride avec moi. –A ». Elle est sauvée à temps par Aria. Juste après, Spencer demande à Aria d'appeler Emily et Hanna car elle doit leur annoncer qu'elle sait qui est le deuxième « A ».
Dans l'épisode 21, Aria et Emily sont sous le choc d'apprendre que Toby fait partie de la « Team A ». Aria se sent mal pour Spencer pendant qu'Emily refuse de croire que Toby n'a jamais aimé Spencer et qu'il leur veut du mal. Tandis qu'Emily tente de la convaincre que Toby est peut-être forcé de faire partie de la « Team A » car Mona a peut-être quelque chose contre lui, Spencer lui dit que s'il l'aimait vraiment, il aurait laissé toutes les choses dans la chambre lorsqu'elle a découvert la tanière de « A » et il ne l'aurait pas laissé pleurer devant sa porte pendant des heures. Plus tard, Spencer reçoit un bouquet de fleurs avec un ruban sur lequel il y a d'écrit « Nos condoléances les plus sincères » ainsi qu'un mot écrit « Un de tes proches paiera pour tes indiscrétions. –A ». Spencer est persuadée que « A » veut s'en prendre à Emily car cette dernière est déterminée à retrouver Toby. Spencer va la voir et lui demande d'arrêter ses recherches sur Toby mais Emily ment en lui promettant d'arrêter. Le soir même, Spencer suit Mona jusque dans les bois et tombe sur un corps à côté d'une moto. Spencer est alors persuadé qu'il s'agit du corps de Toby à cause du tatouage « 901 Free At Last ». Lorsqu'elle s'apprête à retirer le casque de moto du corps, Mona surgit en disant « Il est mort ! » puis s'enfuit. En colère, Spencer ne retire pas le casque du corps et se met à courir après Mona. Finalement, Spencer perd Mona de vue et se perd dans les bois. Anéantie par la mort de Toby, Spencer s'effondre et pleure. Le lendemain, elle est retrouvée par un garde forestier dans les bois, perdue et confuse. À cause de ça, Spencer se fait interner à Radley ; elle est enfermée là-bas (de la même manière que Mona l'était), silencieuse et mentalement détachée. Ses amies et sa famille ne savent pas où elle est.
Dans l'épisode 22, Spencer fait la rencontre d'un jeune médecin qui travaille au Radley Sanatorium prénommé Eddie. Elle lui demande ce que signifie le nombre 302. Il lui explique que c'est un genre de loi afin de les envoyer dans un centre pour les soigner plutôt que de les envoyer en prison. Eddie lui annonce qu'elle doit rester à Radley pendant 72 heures et qu'elle fait de l'amnésie. Peu après, elle va dans le salon et commence à jouer du piano quand le docteur Sullivan la voit et se demande ce qu'elle fait là. Spencer révèle à Anne Sullivan que si elle est ici, c'est parce qu'elle a vu le corps de Toby dans les bois mais qu'elle n'en a parlé à personne car ça ne le ramènerait pas à la vie. Spencer lui dit aussi qu'elle s'en veut car elle est persuadée que c'est à cause d'elle s'il est mort. Un peu plus tard, Spencer reçoit la visite de Mona qui lui propose de rejoindre la « Team A » mais Spencer refuse. Mona lui révèle qu'Alison n'était pas enceinte et qu'elle est sûre de cela car elle a son journal intime. Mona lui dit aussi qu'elle a les réponses aux questions qu'elle ne s'est même jamais posée. Spencer lui ordonne de la laisser tranquille car elle lui a déjà tout prit et qu'elle a gagné car tout le monde pense qu'elle est devenue folle. Mais Mona lui répond qu'au contraire, elle n'est pas folle, mais aussi saine d'esprit qu'elle. Une fois dans sa chambre, Spencer voit sur la table une phrase que Mona avait inscrite (lorsqu'elle était internée) disant « Le cercle sera-t-il ininterrompu ? ». Elle se souvient alors d'un jour où elle était à la messe avec Alison ; pendant la messe, Mona chantait à tue-tête l'hymne Will The Circle Be Unbroken ? (qui signifie « Le cercle sera-t-il ininterrompu ? ») et Alison se moquait d'elle. En sortant de l'église, après la messe, Alison racontait des choses méchantes à propos de Mona à Spencer mais lorsque Spencer se retourne pour regarder Mona, elle se sentait mal pour elle. Lorsqu'elle se tourne vers Alison, elle la voit écrire dans son journal. Spencer lui demande si elle peut le lire mais Ali lui répond qu'elle pourra quand elle sera morte. Spencer lui dit qu'elle n'aime pas lorsqu'elle dit ces choses-là mais Ali lui répond qu'elle est seulement mystérieuse et non dramatique. Spencer lui dit qu'elle s'en fiche de son journal mais Ali lui déclare que si elle écrit autant dans son journal, c'est pour elle. Lorsque Spencer lui demande pourquoi, Ali lui répond qu'elle aura besoin de son journal pour trouver les réponses à ses questions une fois qu'elle aura disparue. Étonnée d'une telle déclaration, Spencer lui demande de quoi elle parle mais Ali change de sujet en lui proposant d'aller acheter des muffins. Après ce flashback, Spencer doit aller voir Anne Sullivan pour une thérapie de groupe. Spencer lui révèle dans quel état d'esprit et dans quel état physique elle était lorsqu'elle a été retrouvée dans les bois. Pendant la consultation, Spencer a une hallucination et voit Emily, Aria et Hanna et leur dit : « Je suis désolée, mais c'est la vérité. Vous ne me connaissez plus dorénavant. Et vous ne pouvez plus compter sur moi. ».
Dans l'épisode 23, Veronica tente de convaincre Spencer de rentrer à la maison mais Spencer lui dit qu'elle ne se sent pas prête à retrouver sa vie normale. Lorsque Veronica tente de savoir ce que Toby lui a fait pour qu'elle soit aussi déprimée et que Spencer ne lui dit rien, Veronica lui avoue qu'elle n'a jamais vu quelqu'un d'aussi déprimé depuis qu'elle a vu Alison quelques jours avant sa disparition. Lorsque Spencer se tourne vers sa mère car elle ne comprend pas de quoi elle parle, Veronica lui explique tout : une nuit à 3 heures du matin, Veronica s'était levée pour aller chercher quelque chose à boire dans la cuisine et voit Alison entrer dans la cuisine. Veronica était étonnée car elle pensait qu'elle était en train de dormir dans la chambre de Spencer avec cette dernière mais Alison lui répond qu'elle devait aller faire quelque chose chez elle. Soudain, Veronica est choquée lorsqu'elle s'aperçoit qu'elle a une lèvre ensanglantée. Alison commence à pleurer et lui supplie de ne jamais le dire à ses parents sinon ça ne ferait qu'empirer les choses. Veronica la prend dans ses bras puis Alison remonte se coucher. Après ce flashback, Spencer demande à sa mère pourquoi elle ne lui a jamais raconté cette histoire et Veronica lui dit que c'est parce que Jason en était après eux. Plus tard, Spencer apprend par Eddie qu'un des employés de Radley laissait entrer n'importe quel visiteur à Radley grâce à des cartes de visites qu'il faisait lui-même. Lorsque Spencer lui demande de quel employé il s'agit, Eddie lui répond qu'il ne peut rien lui dire sinon il risquerait de perdre son boulot. Cependant, il lui laisse entendre que Wren pourrait peut-être bien être impliqué. Un peu plus tard, Spencer trouve un plan et découvre que la fenêtre dans sa chambre peut s'ouvrir facilement et que Mona pouvait donc s'échapper. Le soir, Spencer se rend dans la salle de jeux dans laquelle Mona se rendait souvent et trouve Alison en train de chanter I'm Your Puppet (qui signifie « Je suis ta marionnette »). Alison lui propose de danser sur un slow et lui dit que la meilleure année scolaire est la 6e mais lorsque Spencer lui dit qu'elles ne se connaissaient pas en 6e, Alison lui dit qu'aucune des filles du groupe ne la connaissait vraiment lorsqu'elles se fréquentaient. Pendant qu'elles dansaient, Alison lui dit que l'entraînement est plus marrant que la vraie chose mais Spencer lui demande si Toby est celui qui lui a laissé une cicatrice sur la lèvre. Alison lui répond que la nuit où elle a eu cette conversation avec Veronica et qu'elle est rentrée avec la lèvre ensanglantée, elle venait de se battre avec une fille. Lorsque Spencer lui demande qui est cette fille, Alison change de sujet. Spencer lui dit qu'elle cherche des affaires que Mona aurait cachée, Alison lui répond que tout est dans la pièce d'à côté. Dans un jouet pour enfants, Spencer trouve la carte de visite de CeCe Drake. Wren entre et lui demande ce qu'elle fait là. Lorsqu'elle se retourne, Alison n'est plus là et elle se retrouve nez à nez avec Wren. Spencer lui demande pourquoi CeCe a rendu visite à Mona et comment elle l'a su. Wren lui répond que CeCe l'avait appelé pour lui dire qu'elle pouvait aider Mona et que c'est Melissa qui l'a appelé pour lui dire que Mona a été internée à Radley. Spencer comprend que Wren est l'employé qui laissait entrer n'importe quel visiteur à Radley grâce à des cartes de visites qu'il faisait lui-même. À la fin de l'épisode, Spencer est assise sur son lit et sort de son oreiller une veste noire (le costume de « A ») qui annonce aux téléspectateurs qu'elle a rejoint la « Team A » lorsque Mona lui a rendu visite (dans l'épisode précédent). Plus tôt dans l'épisode, elle prouve aux téléspectateurs qu'elle entre dans la Team -A en enlevant le fils d'Ezra pour l'emmener à un carnaval de marionnettes alors qu'Aria devait aller le chercher à un cours de karaté. Spencer se fait passer pour Alison auprès du fils d'Ezra.
Dans l'épisode 24 (le final de la saison 3), Spencer et Mona mettent au point un plan pour piéger Hanna, Emily et Aria. Dans un bar, Spencer voit Toby et lui explique que lorsqu'elle a rejoint la Team -A, Mona lui a révélé qu'il n'était pas mort. Toby lui avoue qu'il a rejoint la Team -A uniquement pour protéger Spencer et qu'il ignorait qui était « La fille au manteau rouge » (soit le leader de la Team -A). Au motel, Spencer et Toby se réconcilient et couchent ensemble. Le lendemain, au lycée, Hanna, Emily et Aria tendent un piège à Spencer en lui annonçant qu'elles savent qu'elle fait partie de la Team -A. Spencer leur révèle le plan que Mona leur prépare et les quatre filles mettent alors au point leur propre plan. Le soir même, dans le chalet des Hastings dans les bois, Toby, Spencer et Mona attendent Emily, Hanna et Aria mais Mona s'impatiente et déclare que « La fille au manteau rouge » va bientôt arriver. Mona ordonne à Toby d'aller tuer Spencer dans les bois et une fois dehors, Spencer et Toby s'apprêtent à aller à l'endroit où le jet privé de « La fille au manteau rouge » va se poser mais lorsqu'un bruit étrange dans le sens inverse va attirer leur attention, Toby et Spencer prennent des chemins séparés. Spencer se rend alors seule à l'endroit où l'avion de « Grand A » s'est posé et est sous le choc lorsqu'elle se rend compte que « La fille au manteau rouge » est Alison. Spencer la suit mais tout à coup, elle disparait. Lorsqu'elle se retourne, elle s'aperçoit que le chalet est en feu mais que Hanna, Emily, Aria et Mona sont vivantes. Mona et Hanna déclarent que c'est Alison qui leur a sauvé la vie en les sortant du chalet. En voiture, Mona révèle aux quatre filles qu'elle ne connait pas l'identité de Grand A car elle portait toujours un masque mais qu'elle ressemblait à Alison. Elle leur déclare aussi qu'elle regrette d'avoir fait équipe avec Grand A car elle est très dangereuse. Soudain, Emily remarque que la voiture du détective Wilden (qu'Hanna et Aria avait poussée dans le lac) est garée sur le bord de la route. Elles descendent de voiture et lorsqu'elles s'approchent de la voiture, la vidéo de surveillance dévoile que c'est Shana et Jenna qui ont sauvé Wilden après qu'il a été renversé par Ashley. Elles s'aperçoivent que le coffre de la voiture est bloqué et juste avant de l'ouvrir, elles reçoivent toutes les cinq un message de -A disant : « Désormais, vous m'appartenez. Bisous. -A ». Au moment où elles ouvrent le coffre, elles sont sous le choc de découvrir ce qu'elles ont trouvé.

## Saison 4
Lorsqu'elles ouvrent le coffre de la voiture de Wilden, elles trouvent un cochon mort. Alors que des gens commencent à s'approcher de la voiture, Aria, Emily, Hanna et Spencer veulent partir sur-le-champ avant que quelqu'un ne les voit mais, au dernier moment, Mona prend la cassette de la vidéo de surveillance et part avec les filles. Elles passent toute la nuit chez Spencer et Mona leur révèle tout ce qu'elle sait car elles sont désormais dans la même situation : le « A » qui a fait un massage à Emily (dans la saison 2) était Lucas Gottesman ;  le « A » qui a mis la voiture de Wilden dans le garage d’Hanna était elle ; Shana connaissait Jenna avant même qu’elle ne débarque à Rosewood car elles sont amoureuses l’une de l’autre, elles ont toutes les deux peur de Melissa ; lorsque CeCe est venue lui rendre visite à Radley, elle pensait qu’elle était Alison ; elle a engagé Toby dans la « Team A » lorsqu’il a dû quitter Rosewood pendant plusieurs jours pour son travail ; elle n’a pas poussé Ian Thomas du haut de l’église lorsqu’il a agressé Spencer (dans la saison 1) et elle ignore qui l’a fait. Le lendemain matin, Mona emmène les quatre amies dans la tanière de « A » pour leur montrer tout ce qu’elle sait sur elles et sur « Grand A ». En chemin, elles voient la police sur les lieux où elles ont trouvé la voiture de Wilden la veille. Mais à côté de la voiture, elles voient le corps de Wilden recouvert d’un drap blanc. Une fois dans le camping-car - qui est la tanière de « A », Hanna comprend que Mona était le deuxième Fantôme de l’Opéra lors de la fête d’Halloween (saison 3). Aria lui demande si c’est elle qui l’a enfermé dans une boîte lors de cette même fête, mais Mona lui répond que non. Pour lui prouver, elle leur montre tous ses fichiers et logiciels sur son ordinateur : sur une vidéo, les filles voient Wilden dans le costume de la Dame de Cœur parler à une autre personne déguisée en Dame de Cœur. Mona leur révèle que l’autre Dame de Cœur est Melissa Hastings mais, à ce moment-là, l’ordinateur s’éteint. Mona tente de le rallumer mais il ne fonctionne plus. Tout à coup, à l’extérieur du camping-car, les cinq filles entendent des rires de petites filles. Lorsqu’elles sortent, elles voient cinq fillettes avec une poupée dans les mains de chaque fillette. Les fillettes leur révèlent que leurs poupées s’appellent Aria, Hanna, Emily, Spencer et Mona et que c’est leur amie Alison qui leur a donné. Plus tard dans la journée, les filles apprennent que Jessica DiLaurentis, la mère d’Alison et de Jason, est revenue vivre à Rosewood dans son ancienne maison. Lors des funérailles de Wilden, Hanna découvre que sa mère est probablement la nouvelle cible de « A ». À la fin de la cérémonie, elles font la connaissance du nouveau détective de Rosewood qui les croit coupable de quelque chose car il est surpris de les voir aux funérailles de Wilden, alors qu’il les détestait. Après leur conversation avec le nouveau détective, elles voient une femme mystérieuse - qui porte un voile noir pour cacher son visage, monter dans une limousine. À cet instant-là, elles reçoivent toutes un texto disant : « La vérité ne vous libérera pas, pétasses. Je vais vous enterrer avec. -A » ainsi qu’une vidéo prise le soir où elles ont trouvé la voiture de Wilden. Dans la dernière scène, on voit la femme voilée - qui était aux funérailles de Wilden, dans la tanière de « A ». Lorsqu’elle retire son voile, on voit qu’elle porte un masque d’Alison dont un côté du masque est brûlé.
Peu après, Spencer découvre que Toby est celui qui a déplacé le camping-car de « A » que Mona avait caché. Toby lui explique alors que c'est parce que « A » a quelque chose contre lui ; lorsque Toby n'était qu'un jeune ado, sa mère a été internée à Radley et s'est suicidée en sautant par la fenêtre de sa chambre. Toby, persuadé qu'il ne s'agit pas d'un suicide mais d'un meurtre, demande de l'aide à Spencer. Ensemble, ils décident d'enquêter sur la mort mystérieuse de sa mère mais il refuse qu'elle en parle à Emily, Hanna et Aria. Entre-temps, Spencer découvre avec Emily, Aria et Hanna qu'Alison s'est fait faire un masque qui lui ressemble trait pour trait. Lorsqu'elles découvrent que Melissa Hastings, la sœur de Spencer, s'est fait aussi faire un masque, elles se disent qu'elles sont allées fabriquer leurs masques ensemble.
Lorsque Spencer affronte Melissa, cette dernière lui dit qu'elle a fait tout ça parce qu'elle savait que quelqu'un lui voulait du mal et elle voulait seulement la protéger. Elle quitte alors Rosewood et on apprendra plus tard qu'elle s'est installée à Londres avec son ex-fiancé, Wren Kingston. Un jeune homme, du nom de Travis, annonce à Hanna qu'il était présent le jour où Wilden a été tué et qu'il croit en l'innocence d'Ashley Marin. Ce dernier révélera que CeCe Drake est en réalité l'assassin de Wilden.
Plus tard, les quatre amies se rendent à Ravenswood, ville voisine de Rosewood, après que « A » leur a ouvertement déclaré la guerre. Une fois sur place, les filles se sentent surveillées et Emily se fait enlever. Elle se retrouve enfermée  dans un coffre - qui s'apprête à se faire scier, en plein milieu d'un entrepôt. Au moment où Hanna, Aria et Spencer viennent à son secours, Emily est sauvée par la « fille au manteau rouge ». Seulement, les filles comprirent qu'il y a en réalité deux « filles au manteau rouge ». Celle qui a tenté de tuer Emily est CeCe Drake et l'autre est probablement Alison. La deuxième mystérieuse fille au manteau rouge montre aux filles le chemin qui mène à la tanière de « A ». En fouillant, les quatre amies découvrent que « A » est en réalité un homme qui pense qu'Alison n'est pas morte et que les quatre filles le guideront à celle-ci. En sortant du refuge de « A », une vieille amie d'Alison, Carla Grunwald, révèlent aux quatre amies qu'Alison est vivante et que c'est elle qui l'a déterrée. Cependant, elle leur ordonne de quitter Ravenswood immédiatement car « A »/il les a suivies. À la fin de l'épisode, il est révélé que cet homme est Ezra Fitz.
Dans l'épisode spécial Halloween, malgré les avertissements de Carla Grunwald, les quatre amies restent à Ravenswood pour assister à la fête locale qui consiste à porter des costumes des années 1920. Elles sont persuadées qu'Alison sera elle aussi à la fête et se disent qu'elles doivent la trouver avant qu'il ne le fasse. À la fin de l'épisode, Ezra Fitz vient chercher les quatre filles pour les ramener à Rosewood. Il les dépose chez Spencer puis s'en va. Tout de suite après le départ d'Ezra, les quatre filles voient une fille avec un manteau rouge qui se met à courir quand elle s'aperçoit qu'elles l'ont vu. Les quatre filles lui courent après et, dans l'arrière-cour de Spencer, Alison se révèle aux filles. Elle leur explique qu'elle veut revenir à Rosewood mais que, pour cela, elles doivent l'aider et retrouver la personne qui veut la tuer. Lorsque Spencer lui demande qui est cet homme qui veut sa mort, Alison demande à Hanna de se souvenir de ce qu'elle lui a dit lorsqu'elle était à l'hôpital (saison 1, épisode 11). Lorsque Ezra apparaît pour redonner le téléphone d'Aria qu'elle avait oublié dans sa voiture, les quatre filles s'aperçoivent qu'Alison s'est enfui.
Dans l'épisode 14, les filles enquêtent sur la vraie identité du corps qui a été retrouvé à la place de celui d'Alison. Alors qu'elles s'imaginaient avoir enfin découvert à qui appartenait le corps enterré dans la tombe d'Alison, elles découvrirent qu'elles sont sur une fausse piste. À la fin de l'épisode, Hanna révèle aux autres qu'elle détient le journal intime d'Alison depuis leur séjour à Ravenswood. Dans l'épisode 15, Aria, Spencer et Emily blâment Hanna de leur avoir caché qu'elle détenait le journal intime d'Ali depuis plusieurs semaines. Hanna leur présente ses excuses et leur expliqua qu'Ali écrivait son journal sous forme d'histoires afin qu'on ne reconnaisse pas à qui appartenait les secrets. Emily eut donc l'idée qu'elles lisent le journal chacune leur tour et qu'elles collent des étiquettes de différentes couleurs pour différencier les secrets. Au Brew, Travis annonce à Hanna que quelqu'un a probablement payé CeCe Drake afin qu'elle tue Wilden. Alors qu'Emily, Aria et Spencer demandent sans cesse à Hanna des nouvelles de Caleb, cette dernière leur avoua enfin qu'ils se sont séparés et qu'il est reparti vivre de façon définitive à Ravenswood. Emily, Aria et Spencer sont surprises et lui demandent comment elle va, mais Hanna évite le sujet en leur suggérant plutôt de se concentrer sur le journal d'Ali. En lisant le journal, Spencer remarqua qu'il y avait une page manquante et comprit que Hanna est celle qui l'a déchiré. Refusant d'abord de lui expliquer pourquoi elle l'a fait, Hanna finit par révéler aux autres que la page ne concerne pas Ali mais elle. Hanna leur expliqua qu'un jour, Ali a surpris Hanna et Mike Montgomery, le frère cadet d'Aria, en train de s'embrasser. Ali a déclaré à Hanna que si Aria découvrait la vérité, elle ne lui pardonnerait jamais. Mais Aria soulage Hanna en lui disant que, même si c'est un peu étrange, ce n'est pas grave car Mike a toujours eu le béguin pour elle. À ce moment-là, Hanna finit par avouer aux filles que Caleb l'a quitté pour une autre fille mais qu'elle ne veut pas en parler. Après avoir été enfermés dans la cabane d'Ezra Fitz, les filles s'aperçurent que le journal intime d'Ali a disparu et que « A » l'a repris.
Par la suite, Spencer se demande si Ezra Fitz n'est pas « A » ; dès lors, avec l'aide d'Emily et d'Hanna, elle commence à enquêter sur ce dernier. Afin de mieux avancer dans ses recherches, Spencer commence à se droguer. Ezra apprend que Spencer enquête sur lui et révèle à Aria que son amie se drogue. Inquiètes pour Spencer, Hanna et Emily se demandent si elles avaient raisons de croire que Ezra est « A » et remettent en question les doutes de Spencer. Lorsque cette dernière fait part, à Aria, de sa théorie sur Ezra et Alison, Aria pense qu'elle est actuellement sous l'emprise de la drogue. Il est alors révélé que Spencer avait déjà un problème avec la drogue avant la disparition d'Alison. Spencer finit par accepter la proposition de ses parents : aller en cure de désintoxication. Elle revient à la maison quelques jours plus tard, persuadée d'avoir tenté de tuer Ali le soir de sa disparition. Plus tard dans l'épisode, Aria découvre que Ezra est en train d'écrire un roman sur Alison et sa disparition, et qu'ils étaient, en effet, amants peu avant la disparition de celle-ci. Aria va donc confronter Ezra qui lui avoue qu'il la connaissait avant même qu'ils ne se rencontrent et que, au début de leur relation, il l'utilisait pour obtenir plus d'informations sur les causes de la mystérieuse disparition de son ex-petite amie, Alison. En revanche, Ezra lui déclare que son amour pour elle était sincère et qu'il est réellement tombé amoureux d'elle. Après avoir lu le roman d'Ezra, Aria se rend précipitamment chez Emily avec Spencer et Hanna. Elle leur révèle que Ezra pense que Jessica DiLaurentis est « A ». Due à son problème avec la drogue, Spencer s'est disputée avec Toby et ce dernier est parti à Londres pour que Melissa revienne à Rosewood. Dans l'épisode 23, le jeune homme a envoyé une lettre à Spencer, mais le contenu de cette lettre ne sera révélé que dans la saison 5.
Dans le dernier épisode de la saison 4, Alison donne rendez-vous à ses quatre amies, à New York, pour leur révéler ce qui s'est réellement passé la nuit de sa disparition. Cependant, elle leur explique que si elles ne découvrent pas qui est « A » ce soir, elle devra quitter Rosewood définitivement et ne plus jamais revenir. Dans un premier flashback, on voit Ali et Ian à l'hôtel Hilton Head, la veille de sa disparition, quand Melissa a débarqué en disant à Ian qu'elle est au courant qu'il la trompe avec Ali. Alors qu'ils discutent, Ali fait une copie de toutes les vidéos de Ian et quitte précipitamment l'hôtel avant que Ian et Melissa ne remarquent son absence. Elle rentre à Rosewood et va menacer Jenna en lui disant que si elle n'arrête pas de lui envoyer des textos anonymes, elle diffuserait la vidéo où elle force Toby a couché avec elle. Cependant, à ce moment-là, Ali reçoit un texto disant : « Jenna ne peut pas te voir, moi si. Ce soir, je vais te tuer. -A ». Ali raye alors Jenna de sa liste des suspects. Le soir même de sa disparition, alors qu'elle s'apprêtait à rejoindre ses amies à la grange des Hastings pour leur soirée pyjama, Jessica DiLaurentis interdit Ali d'y aller. Mais, après avoir volé des somnifères, Ali sort en cachette pour rejoindre ses amies. Arrivée à la grange, Ali met les somnifères dans le verre de ses amies, ce qui explique pourquoi elles se sont toutes endormies, sauf Alison. Une fois endormies, Alison en profite pour sortir de la grange et va rejoindre Ian pour lui dire d'arrêter de lui envoyer tous ces textos anonymes. Alors qu'il nie les faits, Alison menace de diffuser toutes les vidéos qu'elle a trouvées sur son ordinateur. Ian met un terme à leur liaison et s'en va en lui disant qu'elle n'a pas intérêt à faire ça. Après avoir vu Toby, Alison est allée voir Ezra. Ce dernier lui en voulait d'avoir menti sur son âge et qu'il se sentait coupable. Alison lui dit qu'ils n'ont jamais couché ensemble, donc qu'il n'y avait aucun risque. Cependant, Ezra lui dit que ce serait mieux s'ils arrêtaient de se voir. Alison est d'accord avec lui, mais lui demande de ne surtout pas oublier de parler d'elle dans son roman. Après avoir vu toutes ces personnes, Alison revient à la grange où ses amies dormaient toujours, en attendant de recevoir un nouveau texto de « A » ; mais en vain. Dès lors, elle se rend compte que Spencer n'est pas endormie et commence à se disputer avec elle. Durant leur dispute, Ali découvre que Spencer et sous l'emprise de la drogue - et que c'est pour cela que les somnifères n'ont eu aucun effet sur elle, et lui promet de ne rien dire. Alors qu'elle raccompagne Spencer à la grange, Alison rentre chez elle en pensant avoir gagné contre « A ». Cependant, elle vit Jessica DiLaurentis la fixer par la fenêtre du salon, en colère qu'elle lui ait désobéi, et, à ce moment-là, quelqu'un jette une pierre sur la tête d'Alison - qui l'assomma du premier coup. Horrifiée par cette image, Jessica DiLaurentis enterre alors sa propre fille dans l'arrière-cour, alors qu'Alison était toujours vivante et essayait de le lui dire. Pendant que sa mère continuait de l'enterrer, Alison entendait sa mère répéter sans cesse : « Pourquoi tu as fait ça ? Pourquoi ? ». Peu après, elle fut sauvée par Carla Grunwald et, alors que son amie voulait l'emmener à l'hôpital, Alison prit la fuite et fut retrouvée, sur le bord de la route, par Mona Vanderwaal. Cette dernière a emmené Ali dans un motel et lui a dit qu'il fallait qu'elle quitte Rosewood. Dès lors, Ali a enfilé une perruque brune et, sous un faux nom, elle a quitté la ville le lendemain. Juste avant son départ, Ali lui a dit ce qu'il fallait qu'elle fasse pour devenir populaire. De retour à la réalité, après tous ces flashbacks, Alison explique à ses amies que c'est elle qui a poussé Ian du haut du clocher pour sauver Spencer, que Ezra est en train de l'aider, en pensant qu'il pourrait la reconquérir, et que sa mère, Jessica DiLaurentis, sait parfaitement qui a essayé de la tuer et qu'elle est en train de protéger cette personne. Avant même qu'elles ne puissent terminer cette conversation, Aria, Spencer, Hanna, Emily et Alison sont retrouvées par « A » qui les attend avec un revolver à la main. Les cinq amies courent sur le toit de l'immeuble et sont rattrapées par Ezra qui tente de les sauver. Ezra déclare qu'il sait qui est « A » mais, à cet instant-là, il se fait tirer dessus. « A » en profite pour s'enfuir. À la fin de l'épisode, on ignore si Ezra est vivant ou pas. Son statut sera révélé dans le premier épisode de la saison 5. Dans la dernière scène de l'épisode, « A » est en train d'enterrer Jessica DiLaurentis : ce qui signifie qu'il y a deux « A ».

## Saison 5
À la suite du grave incident avec Ezra, les cinq amies emmènent celui-ci à l'hôpital. Afin de ne pas attirer « A », Alison et Aria se rendent à l'hôpital pour veiller sur Ezra et Emily, Hanna et Spencer se rendent au centre-ville de New York. Finalement, Emily, Hanna et Spencer se rendent également à l'hôpital pour soutenir Aria, elles ignorent cependant qu'elles sont surveillées par « A ». Alison se retrouve forcée de quitter l'hôpital car les informations à la télévision informent qu'elle est toujours vivante. Alors qu'elle part de l'hôpital seule, « A » envoie un texto à une personne anonyme disant : C'est en train d'arriver. Suit la leader.. Emily, Hanna et Spencer décident de suivre leur amie et Aria reste à l'hôpital. « A » suit Alison dans New York et la piège dans un parc pour enfants. Spencer, Emily et Hanna arrivent à la rescousse de leur amie, mais « A » ne prend pas la fuite pour autant. Alors qu'elles pensaient avoir le dessus cette fois-ci, une douzaine de personnes vêtues de noir et masquées encerclent les quatre jeunes femmes. Soudain, une voiture de police passa devant eux ; ils prennent donc tous la fuite. Alison amène alors ses amies dans un théâtre afin d'y passer la nuit. Elle leur raconte qu'Ezra l'emmenait à cet endroit lorsqu'ils se fréquentaient. Pendant le dîner, Alison s'éclipse pour téléphoner à des amis afin de les rassurer. Alors que Spencer, Emily et Hanna dormaient, CeCe est entrée dans le théâtre pour parler avec Alison. Celle-ci lui explique qu'elle a besoin de son aide. Elles se rendent donc dans un restaurant avec Noel Kahn ; ce dernier donne à CeCe un faux passeport, ainsi que de l'argent. Ali déclare à son amie que c'est sûrement la dernière fois qu'elles se verront, mais CeCe lui dit qu'elles se reverront un jour. CeCe part et Alison retourne au théâtre et voit qu'Emily est réveillée. Emily l'accuse de lui cacher quelque chose, mais Alison lui explique qu'il y a des choses qu'elles ne doivent pas savoir. Les deux amies finissent par s'isoler et Alison avoue à Emily qu'Ezra payait CeCe pour en savoir plus sur l'affaire et que CeCe n'a jamais été la « fille au manteau rouge » ; au contraire, elle a aidé Alison à sauver Emily des mains de « A » (saison 4, épisode 12) et qu'elle a tué le Détective Wilden pour protéger Alison. Pendant ce temps, à Rosewood, Mona rassemble toutes les personnes qu'Alison tourmentait afin de se venger de celle-ci. Soudain, Emily, Spencer, Alison et Hanna se retrouvent piéger dans le théâtre par Shana, vêtue tout en noir et un revolver dans les mains. Alison comprend que Shana a toujours été amoureuse de Jenna Marshall et en veut à Alison de l'avoir monté contre elle. Aria débarque pour sauver ses amies et pousse Shana du haut de la scène. Shana tombe et meurt sur le coup. Hanna, Spencer, Alison, Aria et Emily pensent alors que tout est terminé.
Dans le deuxième épisode, les cinq jeunes femmes prennent le bus pour rentrer à Rosewood en pensant que tout est bien terminé à la suite du décès de Shana. Elles se rendent au commissariat afin de tout révéler au Détective Holbrook. Cependant, à la dernière minute, Alison ment à ce dernier en lui expliquant qu'elle a été enlevée et retenue en otage pendant deux ans par un inconnu. Elle lui déclare que Spencer, Emily, Aria et Hanna l'ont protégé en l'hébergeant dans une cabane dans les bois et en gardant le secret. Sous le choc, Hanna, Aria, Emily et Spencer ne comprennent pas pourquoi Alison a menti au jeune détective. L'interrogatoire est interrompu par l'arrivée de Kenneth DiLaurentis, le père d'Alison. En rentrant chez elle, Veronica désire parler avec Spencer sur le fait qu'Alison soit vivante. Spencer pense que sa mère l'accuse d'avoir tué la fille qui se trouve dans la tombe d'Alison, mais sa mère lui dit que non. Spencer apprend également que Peter et Melissa se sont rendus à Philadelphie pour récupérer sa voiture. Dans la soirée, Spencer déclare à Emily qu'elle est très en colère contre Alison et qu'elle en a assez de devoir une fois de plus mentir pour elle. Mais Emily défend Ali en lui disant qu'elle voulait sûrement protéger sa mère. Elles surprennent alors Jason en train de jeter quelque chose qui provenait de sa voiture. Elles vont donc fouiller dans sa voiture et Alison les surprend. Elle leur lance un téléphone portable par la fenêtre de sa chambre, puis referme la fenêtre. Spencer et Emily lisent un texto disant : La vérité t'enterrera dans une minute à New York. Lorsque les deux jeunes femmes lui demandent qui lui a envoyé ce texto, Alison dessine un point d'interrogation sur sa fenêtre. Le lendemain, Spencer découvre que l'objet que Jason a jeté était un paquet provenant de New York. En rentrant chez elle, Spencer voit que Toby est revenu de Londres et qu'il discute avec Veronica Hastings. Ce dernier révèle que Melissa avait déjà quitté Londres lorsqu'il est arrivé là-bas ; ils ne se sont donc jamais croisés à Londres. Plus tard dans la soirée, Toby et Spencer passent la nuit ensemble et cette dernière lui demande de l'emmener avec lui la prochaine fois qu'il veut aller à Londres. Lorsqu'il lui demande ce qui ne va pas, Spencer ne répond pas. Plus tard, alors que Spencer, Aria, Emily et Hanna discutent du meurtre de Shana Fring, le chien d'Alison se met à paniquer. Elles découvrent le corps de Jessica DiLaurentis, enterré dans le jardin des DiLaurentis. La police débarque et les quatre amies ignorent qu'Alison est dans la foule, en train de pleurer.
Dans le troisième épisode, Alison a beaucoup de mal à se remettre du décès de sa mère. Pour son enterrement, Ali décide de porter l'une des robes de sa mère mais, en voyant la robe, son père se met en colère. Ali ne comprend pas et Spencer lui avoue que Jessica DiLaurentis portait cette robe pour les funérailles d'Ali. Alors qu'Hanna, Aria et Emily pensent que Jason a tué Jessica DiLaurentis, Spencer est persuadée qu'il est innocent. Chez elle, Melissa fait clairement comprendre à Spencer que Jason a tué Jessica, mais celle-ci n'est pas convaincue. Melissa pense que c'était une erreur de ramener Alison en ville, et que Spencer devrait éviter les DiLaurentis. Peter Hastings songe à vendre la propriété de la famille afin de garder ses distances des DiLaurentis, mais Spencer lui dit qu'elle en a marre que Melissa rejette la faute sur les DiLaurentis. Plus tard, Spencer montre à son père l'e-mail que Jessica n'a pas pu envoyer le soir de sa disparition et lui demande à qui elle pouvait bien l'envoyer. Lorsque Melissa voit cet e-mail, elle le déchire et se tourne vers leur père en disant on devrait peut-être lui dire, mais Peter lui interdit de le faire.
Dans le quatrième épisode, Spencer fait part à sa mère que Melissa essayait de lui dire quelque chose d'important la veille mais que leur père l'en a empêché. Elle pense alors qu'il s'agit du meurtre de Jessica DiLaurentis. Mais Veronica ne veut rien entendre et pense que le seul secret de Melissa est qu'elle est à nouveau en couple avec Wren Kingston. Plus tard, au lycée, Spencer, Aria, Emily et Hanna sont devenues le centre de l'attention et remarquent que Mona les regarde souvent. Aria est alors persuadée qu'elle est au courant qu'elle a tué Shana Fring, mais Spencer lui dit qu'elle est paranoïaque. Spencer se met également à ignorer les appels fréquents d'Alison avec Aria et Emily. Après les cours, Andrew Campbell aide Spencer à nettoyer le jardin des Hastings à la suite du meurtre de Jessica DiLaurentis. Soudain, Spencer remarque que les Hastings ont du poison pour rats dans leur garage, sauf qu'ils n'ont pas de rats. Plus tard, Veronica confie à Spencer que, depuis qu'ils ont retrouvé le corps de Jessica DiLaurentis, elle a une mauvaise sensation. Elle lui révèle aussi que, peu après la disparition d'Alison, Jessica s'était rendue chez les Hastings en leur disant que c'est Spencer qui a fait du mal à sa fille et qu'elle allait la dénoncer à la police. Mais Peter l'a menacé de tout révéler à propos de leur liaison et sur le fait que Jason est son fils. Veronica pense alors que, depuis son divorce d'avec Kenneth DiLaurentis, Jessica aurait très bien pu dénoncer Spencer mais que Peter l'en a empêché en la tuant. Dans la soirée, Spencer se rend chez Alison et voit qu'elle est perturbée par tous les commentaires pas très flatteurs qui circulent sur Internet depuis sa disparition. Alison commence à penser que ce serait, en fin de compte, mieux pour elle de quitter Rosewood. Elle déclare ensuite à Spencer que sa mère suivait un traitement contre l'hypotension artérielle, or le médecin légiste a trouvé du Losartan dans son corps qui est pour l'hypertension. Le Losartan lui a donc provoqué une crise cardiaque. Spencer se sent soulagée et Alison comprend qu'elle croyait que son père, Peter Hastings, l'avait tué. Les deux amies discutent ensuite de tout et de rien. En rentrant chez elle, Spencer découvre que son père prend du Losartan. Lorsque son père rentre du travail, il annonce à sa fille que Veronica passera quelques jours dans un spa. Spencer trouve cela étrange.
Dans le cinquième épisode, Spencer révèle à Toby que son père l'évite depuis quelque temps et qu'elle ne veut pas informer Alison de ce qu'il a sûrement fait à Jessica DiLaurentis avant qu'elle n'en soit certaine. Toby confie ses doutes sur l'innocence d'Alison, mais Spencer lui dit qu'elle a l'air sincère lorsqu'elle dit qu'elle a beaucoup changé. Cependant, elle lui avoue qu'elle reste sur ses gardes et qu'elle attend de voir le changement. À ce moment-là, Toby reçoit un appel de Jenna qui lui annonce la mort de Shana Fring. Dans la soirée, Spencer, Alison, Emily et Hanna se réunissent chez Aria pour parler du retour de Jenna à Rosewood. Hanna est persuadée que Jenna est de retour pour leur faire payer la mort de Shana, sa petite amie, et aussi pour l'avoir rendu aveugle deux ans plus tôt. Spencer leur explique qu'elle veut tout révéler à Toby ; Aria est d'accord. Alison leur annonce qu'elle veut se racheter auprès de tous ceux qu'elle a blessé au lycée. Le lendemain matin, au lycée, Aria, Hanna, Emily et Spencer attendent impatiemment leur amie et se demandent si elle va vraiment venir. À ce moment-là, tous les élèves se retournent et observent attentivement Alison qui les salue et qui se dirige vers ses quatre amies. Alison les remercie de l'avoir attendue avant les cours. Un peu plus tard, Spencer est convoquée dans le bureau du proviseur ; sa mère lui annonce qu'elle quitte son père et qu'elles vont vivre à l'hôtel pendant quelque temps. Chez les Hastings, alors que Veronica et Spencer préparent leurs bagages, Spencer souhaite comprendre pourquoi ses parents se séparent. Veronica lui avoue qu'elle a récemment travaillé avec un détective privé, et qu'elle a découvert que Peter et Melissa ont menti lorsqu'ils ont dit qu'ils étaient à Philadelphie, le soir où Jessica DiLaurentis a été tué. Spencer soutient alors sa mère, qui est sous le choc et très attristée. Plus tard, Spencer se rend chez Hanna pour récupérer tous les cours qu'elle a manqués. Hanna est sous le choc d'apprendre que Veronica et Peter Hastings se séparent car Peter et Melissa sont sûrement impliqués dans le meurtre de Jessica DiLaurentis. Spencer lui déclare qu'elle était la première personne à laquelle elle a pensé lorsque sa mère lui a annoncé qu'elle quittait son père. Hanna réconforte alors son amie. Le soir même, Spencer, Emily et Aria se sont réunis chez Alison pour parler de la violente altercation entre Ali et Mona. Ali leur ment en racontant que Mona l'a agressé et qu'elle n'a pas pu se défendre. Cependant, elle leur révèle que ce n'était pas Mona dans la voiture noire qui la suivait car elle était déjà dans l'église. Juste après cette réunion, Spencer révèle à Toby que c'est Aria qui a assassiné Shana. Le lendemain, au lycée, tous les élèves se retournent contre Alison. Ne comprenant pas pourquoi, Emily, Spencer, Hanna et Aria demandent à tout le monde ce qu'il se passe. Encore sous le choc de l'altercation qu'elle a eue avec Alison, Mona leur montre une vidéo qui prouve qu'Ali l'a également frappé. Emily, Spencer, Hanna et Aria sont alors furieuses qu'Ali leur a encore menti. Dans la soirée, Spencer révèle à Toby que c'est Aria qui a assassiné Shana. Toby ne lui en veut pas de lui avoir caché la vérité et lui dit qu'il sera toujours là pour elle. Ils finissent par faire l'amour dans la voiture du jeune homme. Plus tard dans la soirée, Spencer, Toby, Aria, Ezra, Hanna et Caleb sont appelés par Alison et Emily pour regarder le journal télévisé, car l'identité de la jeune femme qui est enterré à la place d'Alison va être révélé. Une dénommée Bethany Young, une ancienne patiente de Radley âgée de 17 ans à l'époque, a été enterrée vivante dans l'arrière-cour des DiLaurentis deux ans plus tôt. Tout à coup, la fenêtre du salon des Fields se met à exploser. Choqués, Hanna, Caleb, Aria, Ezra, Spencer, Toby, Alison et Emily se rendent dans le jardin et voient la maison de Toby et Jenna en feu. Toby se dirige dans la maison pour voir s'il n'y a personne à l'intérieur. À ce moment-là, Hanna, Spencer, Alison, Aria et Emily reçoivent toutes un message.

## Saison 6
Après le saut de 5 ans, elle est devenue lobbyiste et travaille pour le  Capitole à  Washington D.C.

## Comparaisons entre les livres et la série
- Dans les livres, elle est blonde aux yeux bleus tandis que, dans la série, elle est brunette aux yeux bruns.
- Dans les livres, ses parents sont divorcés tandis que, dans la série, ils sont mariés jusqu'à la saison 5.
- Dans la série, Spencer est au lycée public de Rosewood tandis que, dans les livres, elle est dans une école privée appelée Rosewood Day.
- Dans la série, Spencer rejoint la « Team-A » afin de savoir si Toby est vraiment mort (saison 3, épisode 23) tandis que, dans les livres, elle n'a jamais rejoint la « Team-A ».
- Dans les livres, Spencer fume alors que dans la série, elle ne fume pas.
- Dans les livres, Courtney DiLaurentis et Alison DiLaurentis sont ses demi-sœurs tandis que dans la série, c'est Jason DiLaurentis.
- Dans les livres, Spencer ne sort pas avec Toby car celui-ci meurt très vite tandis que , dans la série, ils sortent ensemble longtemps